# Irena Haase
Irena Haase (* 1960 in Vilnius) ist eine litauische Politikerin.

## Leben
Nach dem Abitur 1977 an der 29. Mittelschule Vilnius in Naujamiestis absolvierte sie 1987 das Diplomstudium  der Rechtswissenschaft an der Vilniaus universitetas in Saulėtekis und wurde Diplom-Juristin.
1977–1978 arbeitete sie in der staatlichen Bank der Sowjetunion und 1978–1982 als Sekretärin im Kreisgericht der Rajongemeinde Vilnius. 1987–1990 arbeitete sie in der Kommunalverwaltung der Rajongemeinde Šakiai und 1990–1992 als Juristin des Kommunalvorstands des Rajons Šakiai. 1992–1998 war sie Oberjuristin in der Abteilung Lokalwirtschaft der Rajonverwaltung der Rajongemeinde Šakiai.  1998–2002 leitete sie die Vermögensabteilung der Rajongemeinde Šakiai und 2002–2004 war stellvertretende Leiterin der Abteilung. 2007–2018 war sie Mitglied im Rat der Rajongemeinde.
Von 2005 bis 2018 war sie Rechtsanwältin. Seit 2018 ist sie Mitglied im Seimas, Mitglied des Rechtsausschusses.
Seit 2004 ist sie Mitglied von Tėvynės sąjunga.

## Familie
Sie ist verheiratet. Mit Vilhelmas Haase (* 1956), Ingenieur und Politiker, hat sie einen Sohn und eine Tochter.